# Maison d'enfants à caractère social
Une maison d'enfants à caractère social (MECS) est un type de foyer d'accueil des enfants placés en France.

## Historique
Le terme de « maison d'enfants » renvoie à plusieurs types de structures sanitaires et sociales chargées de la protection et de l’accompagnement des mineurs. L’appellation « maison d'enfants à caractère social » se trouve dès 1957 dans une circulaire du ministère de la Santé et de la Population sans qu'une législation spécifique ne les réglemente. Elles sont alors sujettes à la loi du 14 janvier 1933 relative à la surveillance des établissements de bienfaisance privés. Les MECS sont citées dans la loi du 30 juin 1975 sans davantage de précisions en termes d'équipement et d’encadrement. Le terme connaît une utilisation officielle dès 1960, lorsque l'Union nationale des caisses d'allocations familiales (Uncaf) lance une enquête sociologique et psychologique sur les 19 maisons qu'elle gère.

## Environnement juridique
Le Code civil rappelle que le domicile familial est le lieu de résidence naturel de l’enfant, sauf lorsque sa protection l'exige. Le placement, demandé par l’aide sociale à l'enfance (ASE) ou sur décision judiciaire par le juge des enfants, a pour but de mettre fin à un danger immédiat et de prendre des mesures pour pallier les dysfonctionnements familiaux. Les maisons d'enfants sont des institutions associatives à caractère social au sens de la loi du 30 juin 1975 et sont à ce titre chargées de mettre en œuvre une mission de service public sous l’autorité du département. Habilités par le conseil départemental ou l'État pour recevoir des mineurs, elles doivent se conformer au schéma départemental qui définit les priorités et les attendus en matière pour les établissements et les services sociaux. Ainsi, la création, l'aménagement, l'évaluation et le prix des maisons dépendent des départements. L'accueil des mineurs engage la responsabilité des mineurs lorsqu'ils commettent des infractions ou des délits pendant toute la durée du placement. Par le fait du transfert de l’autorité parentale, les maisons relèvent ainsi de l'action éducative.

## Clinique éducative

### Travail de groupe et projet individuel
L'un des enjeux du travail éducatif dans une maison d'enfants comme dans d'autres structures similaires est d'articuler la cohésion du groupe à la prise en compte des spécificités individuelles. L'individualisme, la fragmentation de l'accompagnement et le manque de formation relative aux dynamiques groupales sont autant de défis à relever pour les professionnels. La communauté d'une structure éducative est artificielle dans la mesure où les mineurs subissent le placement et doivent trouver des repères dans une institution qui se présente, au moins de manière temporaire, comme un substitut familial. Ils sont réunis par des problématiques personnelles souvent complexes et douloureuses, ce qui ne facilite pas l’entente et l'identification à l'institution. L'appartenance à un établissement spécialisé peut être vécue comme un échec. Dans cette perspective, les professionnels sont chargés d'organiser et d'accompagner le quotidien, aussi bien en ce qui concerne les moments forts (vacances, anniversaires, accueil des nouveaux) que les tâches répétitives. Ils ont un rôle d'arbitrage dans les conflits et les aspirations du groupe, d'écoute à l'égard des souffrances de chacun. Le fonctionnement d'un groupe suppose une participation des membres à la vie collective, des relations d'échange, des buts communs et un minimum de cohésion. Les réunions et les projets de groupe sont des dispositifs à même d'aider le fonctionnement de la vie en internat.
L'accompagnement éducatif doit symétriquement prendre en compte les singularités des individus, parfois dissimulées par les effets de groupe. La désignation d'un référent permet d'assurer le suivi d'un mineur placé par la prise en compte de son histoire et la construction d'un projet qui lui est personnel. Les modalités de cette relation privilégiée entrent en résonance avec la dynamique du groupe et nécessitent d'être formalisées par l'institution. De même que les réunions sur le plan collectif, les entretiens individuels aident à verbaliser le vécu et les perspectives d'avenir du mineur accompagné.